# حوزه‌های انتخابیه مجلس شورای اسلامی در استان خراسان جنوبی

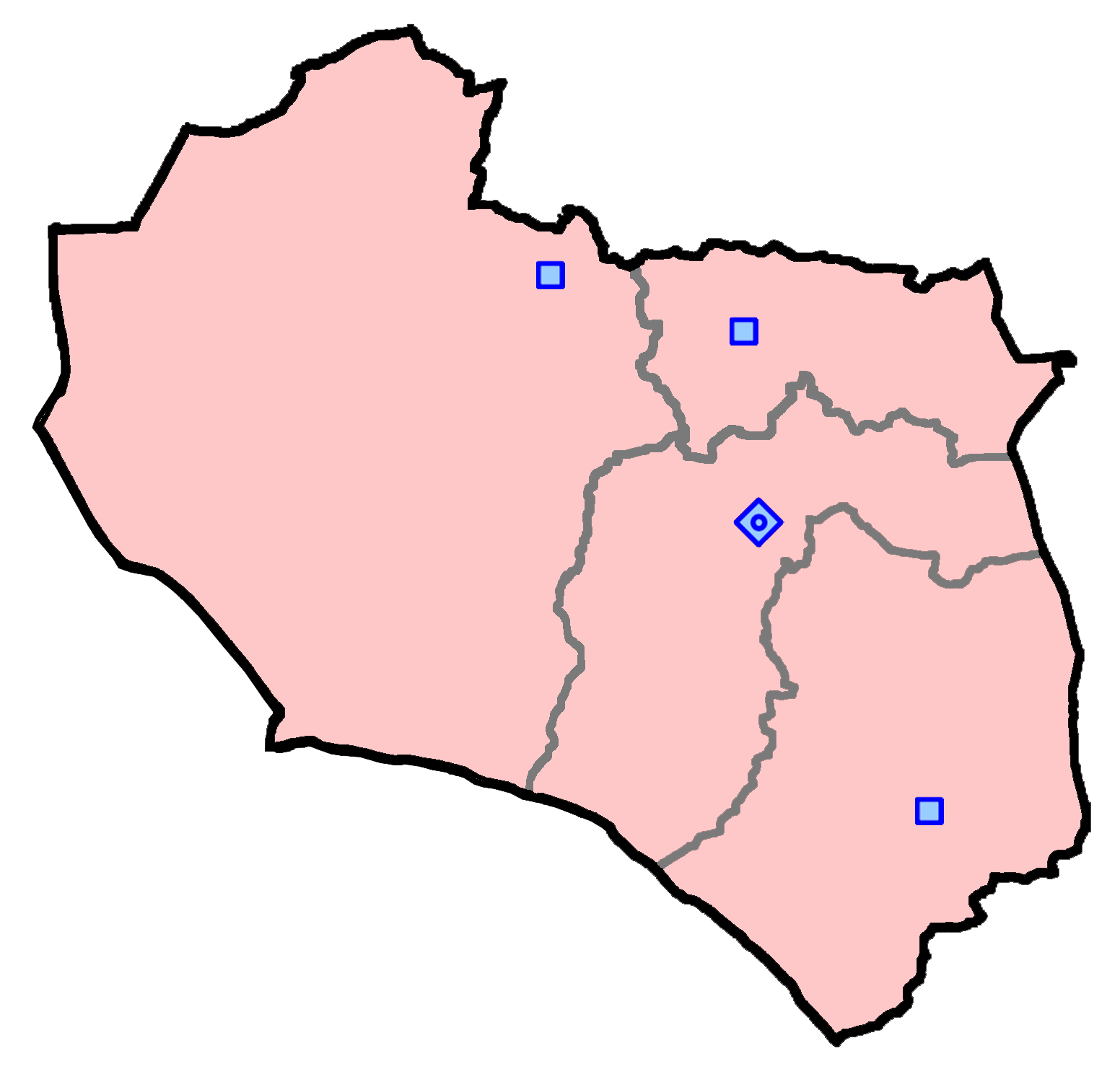
حوزه‌های انتخاباتی استان خراسان جنوبی

استان خراسان جنوبی، ۴ حوزه برای انتخابات مجلس دارد که در مجموع ۴ نماینده را دربر می‌گیرد؛ و عبارتند از:
| مرکز    | حوزه                        | شهرستان‌ها | بخش‌ها                                         | کرسی | نقشه | جمعیت  |
| ------- | --------------------------- | --------- | --------------------------------------------- | ---- | ---- | ------ |
| بیرجند  | بیرجند و درمیان             | بیرجند    | شهر بیرجند، بخش مرکزی، بخش خوسف               | ۱    |      | ۳۴۲۶۳۸ |
| بیرجند  | بیرجند و درمیان             | درمیان    | شهر اسدیه، بخش مرکزی، بخش گزیک، بخش قهستان    | ۱    |      | ۳۴۲۶۳۸ |
| فردوس   | فردوس، طبس، سرایان و بشرویه | فردوس     | شهر فردوس، بخش مرکزی، بخش اسلامیه             | ۱    |      | ۱۷۷۵۱۶ |
| فردوس   | فردوس، طبس، سرایان و بشرویه | طبس       | شهر طبس، بخش مرکزی، بخش دستگردان، بخش دیهوک   | ۱    |      | ۱۷۷۵۱۶ |
| فردوس   | فردوس، طبس، سرایان و بشرویه | سرایان    | شهر سرایان، بخش مرکزی، بخش سه قلعه            | ۱    |      | ۱۷۷۵۱۶ |
| فردوس   | فردوس، طبس، سرایان و بشرویه | بشرویه    | شهر بشرویه، بخش مرکزی، بخش ارسک               | ۱    |      | ۱۷۷۵۱۶ |
| قائن    | قائنات و زیرکوه             | قائنات    | شهر قائن، بخش مرکزی، بخش نیمبلوک، بخش سده     | ۱    |      | ۱۵۶۳۳۶ |
| قائن    | قائنات و زیرکوه             | زیرکوه    | شهر حاجی‌آباد، بخش مرکزی، بخش زهان، بخش شاسکوه | ۱    |      | ۱۵۶۳۳۶ |
| نهبندان | نهبندان و سربیشه            | نهبندان   | شهر نهبندان، بخش مرکزی، بخش شوسف              | ۱    |      | ۹۲۴۰۸  |
| نهبندان | نهبندان و سربیشه            | سربیشه    | شهر سربیشه، بخش مرکزی، بخش مود                | ۱    |      | ۹۲۴۰۸  |

## پی‌نوشت و منبع
- «جدول حوزه‌های انتخابیه در انتخابات نهمین دورهٔ مجلس شورای اسلامی» (PDF). مرکز پژوهش و سنجش افکار صدا و سیما. بایگانی‌شده از اصلی (PDF) در ۵ اكتبر ۲۰۱۸. دریافت‌شده در ۲۲ فوریه ۲۰۱۶. تاریخ وارد شده در |archive-date= را بررسی کنید (کمک)
- «طرح اصلاح قانون تعیین محدودهٔ حوزه‌های انتخاباتی مجلس شورای اسلامی». مرکز پژوهش‌های مجلس شورای اسلامی. ۲۰ تیر ۱۳۹۱. بایگانی‌شده از اصلی در ۲۲ ژوئیه ۲۰۱۵. دریافت‌شده در ۲۲ فوریه ۲۰۱۶.